# Taipé Chinês nos Jogos Olímpicos de Inverno da Juventude de 2012
O Taipé Chinês participará dos Jogos Olímpicos de Inverno da Juventude de 2012, a serem realizados em Innsbruck, na Áustria. Até o momento, o país classificou dois atletas, um do esqui alpino e um da patinação de velocidade em pista curta.